# Incardellato
L'incardellato è l'ibrido intergenerico tra un canarino (Serinus canaria) e un cardellino (Carduelis carduelis,  Carduelis magellanica o Carduelis yarrellii).

## Origine e diffusione

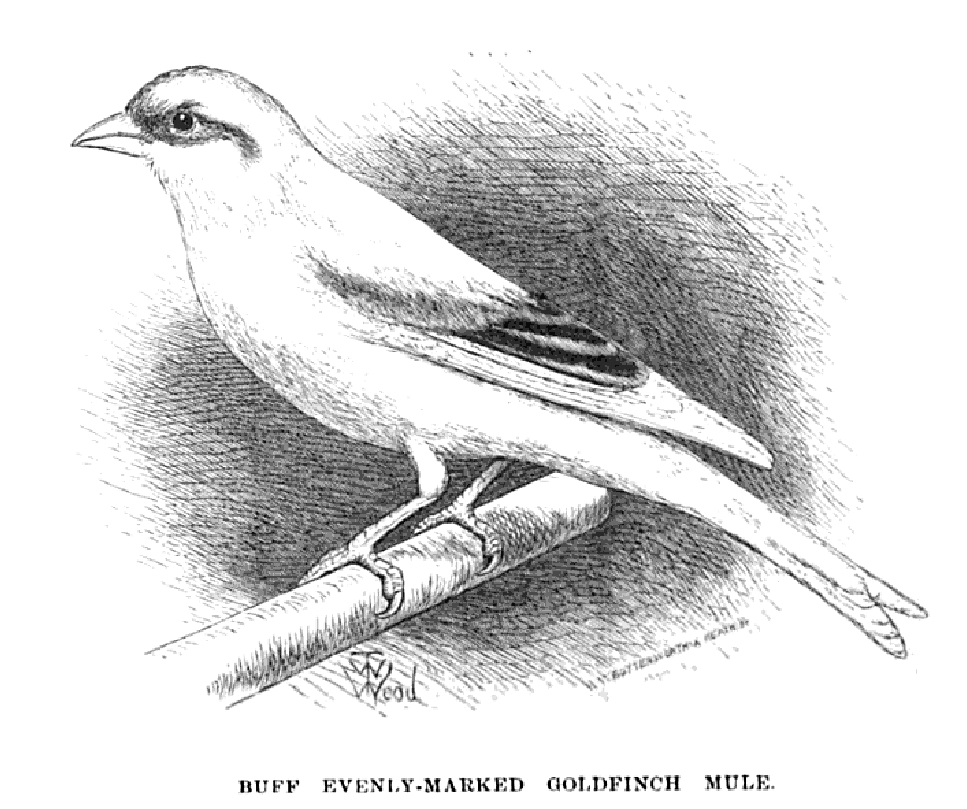
Disegno di un incardellato da un manuale di allevamento canarini del XIX secolo

La possibilità di ottenere ibridi incrociando un cardellino con un canarino, ottenendo esemplari belli, attraenti e soprattutto con un canto melodioso venne già descritta da Buffon e Johann Matthäus Bechstein; in Inghilterra, durante l'epoca vittoriana, il loro allevamento si diffuse ed esemplari di "mule" erano esposti ed ammirati alle mostre di uccelli canori che si tenevano al Crystal Palace, con lo stesso termine venivano indicati ed esposti anche gli ibridi risultanti dall'incrocio fra canarini e altri frigillidi quali fringuelli, verdoni e fanelli anch'essi allevati da appassionati di uccelli canori.
Gli uccelli risultanti erano per lo più sterili, ma si continuò ad allevarli fino ad oggi sotto il nome inglese di mule, e in Italia di incardellati.
Attualmente esistono diversi allevatori e associazioni specializzati nell'allevamento degli incardellati. La particolarità del canto, viene apprezzata in particolare nelle regioni del centro e del mezzogiorno italiano. L'accoppiamento genitoriale non è facilissimo, anche per un leggero sfasamento della stagione riproduttiva, e la generazione risultante è composta da individui per buona metà sterili. Sono stati segnalati casi di esemplari fecondi, che accoppiati hanno dato origine ad una successiva generazione sovente fertile. 
In genere, viene utilizzato come maschio il cardellino, per la maggior docilità comportamentale della canarina. Dalle uova fertili, deposte a seguito dell'incrocio fra canarino e cardellino statisticamente si è visto che è maggiore il numero di incardellati maschi nati rispetto alle femmine.
La possibilità di incrocio tra specie, generi e addirittura famiglie diverse di animali, possibile in particolare modo tra gli uccelli e la fertilità delle generazioni risultanti è un interessante quesito con ricadute sulla definizione di specie. L'incardellato è forse il più frequente, ma non certo l'unico incrocio del canarino con diverse altre specie

## Nella letteratura
Un "nu canario 'ncardellato, / che canta tutt' 'o journo a squarciagola" è il protagonista della poesia 'E dduje nnammurate scritta da Totò